# Periodismo en México
El periodismo en México es una actividad importante para la democracia, y un derecho de los ciudadanos según las Naciones Unidas. México cuenta con una larga historia relacionada con el periodismo, como los discursos oficiales de los reyes nahuas llamados huehuetlatolli, o la instalación de la primera imprenta del continente americano; hasta la publicación de las hojas volantes, consideradas uno de los precursores del periodismo en América.
El periodismo en México se ha vuelto especialmente vulnerable a la corrupción y a la violencia, siendo uno de los países más peligrosos del mundo para ejercer este oficio. Según el índice de Clasificación Mundial de Libertad de Prensa de 2021 realizado por la organización internacional Reporteros sin Fronteras, México ocupa el puesto 143 del mundo, cerca de India, Brasil, Afganistán o Rusia. Concretamente se dan problemas de seguridad hacia los actores de la información y obstaculiza el funcionamiento de la justicia del país a todos los niveles, especialmente cuando los periodistas investigan temas molestos para el gobierno o relacionados con el crimen organizado y el narcotráfico. Según datos del Comité para la Protección de los Periodistas han sido asesinados 134 periodistas entre 1992 y 2021, con una media de uno cada seis semanas.

## Historia
En el siglo XVI, en el territorio del Virreinato de Nueva España durante la época de la colonización española, se utilizaron un tipo de impresos llamados hojas volantes que eran utilizadas por los pregoneros para narrar sucesos extraordinarios como terremotos, inundaciones y crímenes, además de romances, corridos y plegarias. Estos impresos se consideran uno de los precursores del periodismo moderno en América. La primera hoja volante que se vendió en Nueva España fue en 1542, tres años después de la instalación de la primera imprenta en el continente. Tenía cuatro hojas y estaba impreso en letra gótica, y trataba acerca del terremoto en Guatemala la noche del 10 al 11 de septiembre de 1541. El encabezado era "Relación del espantable terremoto que ha acontecido en la ciudad de Guatemala; es cosa de gran admiración y de gran ejemplo para que todos nos enmendemos de nuestros pecados". Impreso en la Ciudad de México en casa de Juan Cromberger en 1541.
La primera publicación de aparición regular en México surgió en 1722 con el nombre de Gaceta de México subtitulada 'Y noticias de Nueva España, que se imprimirán cada mes y comiensan desde primero de enero de 1722'  editada por Juan Ignacio María de Castorena Ursúa y Goyeneche, considerado con justicia el primer periodista mexicano y de Hispanoamérica.

### SigloXIX
El periodismo floreció en México durante el siglo XIX, tiempo en que numerosos periódicos surgieron en apoyo de campañas y movimientos políticos. Figuras como los hermanos Flores Magón usaron el periodismo para expresar sus ideas políticas. Asimismo, durante el siglo XIX algunas mujeres comenzaron a escribir en periódicos y publicaciones, algunas con sobrenombre masculino. Algunas de las primeras publicaciones fueron Las Hijas del Anáhuac, o Violetas del Anáhuac (de Laureana Wright).
Miguel Hidalgo y Costilla, iniciador del movimiento de independencia, fue también fundador del primer periódico insurgente, El Despertador Americano, que se publicó clandestinamente en la ciudad de Guadalajara, Jalisco. El primer número apareció en el 20 de diciembre de 1810.
El grupo guerrillero a cargo de Morelos vivía victoria tras victoria. Las publicaciones insurgentes pronto crecieron en número e importancia; Sud, El Correo Americano del Sur, Clamores de la Fidelidad Americana Contra la Opresión o Fragmentos para la historia futura estos dos últimos medios publicados por Andrés Eligio Quintana Roo.
En 1891, la cárcel de Belén se llenó de periodistas como Alberto García Granados, Walterio Waldestein, Lorenzo A. Miranda, Joaquín Romero y José Ortiz, redactores de La República; Antonio Rivera G., del Diario del Hogar; Joaquín Claussell de El Demócrata, Daniel Cabrera de El Hijo del Ahuizote y el escritor Querido Moheno.

### sigloXX
Las palabras de Porfirio Díaz en la famosa entrevista con el periodista estadounidense James Creelman en 1908, marca no solo el principio del fin de la dictadura que duraría 30 años, sino el inicio de una etapa que en el periodismo mexicano se caracterizó por su combatividad, pero también, por la intensificación de la persecución y el acallamiento de la prensa revolucionaria.
La etapa porfirista del periodismo mexicano se había caracterizado por el control de los periódicos que se publicaban a la sombre del erario nacional. La persecución los juicios parciales, la cárcel y el asesinato fueron los dominadores comunes para la prensa de oposición.
Tras la Revolución mexicana se estableció la prensa industrial en México, caracterizada por mayores tiradas de ejemplares y redacciones con más trabajadores. Una vez promulgada la Constitución de 1917 y luego del asesinato de Venustiano Carranza, Álvaro Obregón negoció el reconocimiento de los Estados Unidos y aceptó la inversión de numerosos capitales provenientes de aquel país. Finalmente agonizó la prensa partidista. Los caudillos aniquilan los brotes de oposición para dar lugar a la etapa de las instituciones, que dará pie a la actual prensa oficialista. Algunas periodistas destacadas durante esa época fueron Juana Belén Gutiérrez de Mendoza, Elisa Acuña y Magdalena Modragón. Durante la mayor parte del siglo XX, predominó en México un modelo de periodismo en gran medida subordinado al poder estatal a través del uso o prácticas de subsidios gubernamentales, prebendas, amenazas, control sindical, concesiones, publicidad gubernamental, entre otros mecanismos. Por ese motivo tal etapa es denominada por José Carreño "cien años de subordinación".
Es hacia el final del siglo XX que a la par de signos de apertura democrática tales como la reforma política de 1977, ciertos rasgos de periodismo  de responsabilidad social y periodismo cívico en empresas periodísticas tales como La Jornada, El Norte, Reforma y Siglo 21 llevaron a académicos a considerar el inicio de un período de "democratización" o "modernización" en el periodismo mexicano.
El 11 de marzo de 1994 se celebró en México la Conferencia Hemisférica sobre libertad de expresión, comisionada po, en la que el presidente del Gobierno mexicano Carlos Salinas de Gortari firmó la Declaración de Chapultepec.

### sigloXXI
México es uno de los países más peligrosos para ejercer la profesión de periodismo. Según la estadística del Observatorio Laboral en México hay 223,983 personas que se dedican a la comunicación y el periodismo, de las cuales el 48.2% son hombres y el 51.8% mujeres. El salario mensual medio es de 12,724 pesos.
El periodismo en México está marcado por la llamada Guerra contra las drogas. Entre 1992 y 2021 fueron asesinados 139 periodistas.  Uno de los principales puntos en común entre todas estas muertes suele ser la labor de investigación sobre presuntos vínculos entre las autoridades y los grupos criminales dedicados al narcotráfico. además de los seis asesinados entre enero y febrero de 2022 México fue en 2021 el país con más periodistas asesinados del mundo (7 periodistas), seguido de Afganistán (6 periodistas).
Hoy en día el periodismo en México atraviesa una oleada de violencia que tienen repercusiones negativas en la sociedad como la precariedad laboral. Los problemas estructurales derivados de las relaciones del clientelismo entre gobiernos, anunciantes y dueños de medios de comunicación, han contribuido a la precariedad laboral de las y los periodistas que se recrudece con la creciente violencia. A la par de esto se intensifica una crisis de seguridad en la que reportan y experimentan los periodistas mexicanos correspondiente con la cantidad y la calidad de las agresiones en contra de la prensa, teniendo un impacto que ha tenido la cobertura intensiva y extensiva del combate al y entre el crimen organizado.

## Periodismo regional
Se ha realizado una distinción entre el periodismo practicado en la Ciudad de México, las ciudades principales (Guadalajara y Monterrey) y el del resto del país. Algunos problemas en las regiones son la vulnerabilidad de los periodistas frente a la violencia provocada por los cárteles del narcotráfico, las condiciones laborales precarias y el control o cooptación gubernamental mediante mecanismos tales como la publicidad gubernamental y la intimidación.

## Organizaciones para la protección de periodistas
Sin duda, México es uno de los países más peligrosos para ejercer esta profesión, ya que uno de los mayores retos a los que se enfrentaran los periodistas en la mayoría de medios convencionales, como la prensa, radio o televisión, es la imparcialidad. Esta imparcialidad en múltiples ocasiones es nula, debido a que gran parte de estas empresas informativas están asociadas a un tipo de postura política o con algún rostro político por asuntos de publicidad e imagen pública.
Sin embargo, cuando la libertad de expresión de medios independientes es ajena de estos asuntos (por independientes se hace referencia a empresas informativas que no reciben subsidio por parte del gobierno y ni un pago por propaganda política), son comprados para que contribuyan a este manejo de la información con publicidad o simplemente son hechos desaparecer los periodistas responsables de la nota, dejando estos casos de asesinato o desaparición impunes ante el Estado.

### Fiscalía Especializada para la Atención de Delitos cometidos contra la Libertad de Expresión
A pesar de estos inconvenientes para el periodismo mexicano imparcial y objetivo, se han formado leyes y organizaciones, como lo son la Comisión Nacional de los Derechos Humanos (CNDH) y su Recomendación General n.º 24, Artículo 19 y la Fiscalía Especializada para la Atención de Delitos cometidos contra la Libertad de Expresión (FEADLE).
La Recomendación General n.º 24 de la CNDH declara y promueve la libertad de expresión y el derecho a la información: “El ejercicio del derecho a la libertad de expresión debe ejercerse sin restricción y sin mayores límites que los previstos en la Constitución Política de los Estados Unidos Mexicanos y los tratados internacionales en materia de derechos humanos que nuestro país ha suscrito.”
La FEADLE "es la autoridad encargada de dirigir, coordinar y supervisar las investigaciones y, en su caso perseguir los delitos cometidos en contra de quienes ejercen la actividad periodística o se cometan en razón del ejercicio del derecho a la información". Aunado a esto, cada mes se encarga de actualizar datos estadísticos de casos que atenten contra la libertad de expresión que hayan sido registrados.El total de indagatorias por delitos contra periodistas por estado registrado por la Fiscalía Especial para la Atención de Delitos cometidos contra de la Libertad de Expresión (FEADLE) entre 2010 y septiembre de 2019 es: Ciudad de México con 190, Veracruz 114, Estado de México 87, Quintana Roo 75, Guerrero 71 y así con los 27 estados de la República restantes.

## Lectura complementaria
- Ochoa Campos, Moises (1968). Reseña Histórica del Periodismo Mexicano. Porrua.

- Datos: Q28502238